# Переднеазиатская песчанка
Переднеазиатская песчанка (лат. Meriones tristrami) — вид грызунов рода малых песчанок. Обитает на Ближнем Востоке. Вид назван в честь преподобного Генри Бейкера Тристрама, который собрал первые образцы. Переднеазиатская песчанка достигает 155 мм в длину и обитает в норах в степях и полупустынях от Турции и Кавказа до Израиля и Ирана. Сообщается о том, что их видели на греческом острове Кос — это единственный вид песчанок, замеченный в Европе за пределами бывшего Советского Союза. Это обычный широко распространенный вид, которому не угрожает опасность.

## Внешний вид и строение
Переднеазиатская песчанка достигает общей длины (не считая хвоста) 100—155 миллиметров, с черепом около 32—40 мм в длину. Ее мех темно-желтовато-коричневый на спине, желтовато-оранжевый по бокам и белый на животе. Подошвы задних лап голые на пятках, и у нее гораздо меньшая слуховая булла, чем у других песчанок, встречающихся в той же области. Хвост двухцветный, имеет на конце пучок чёрной шерсти, составляющий около четверти длины хвоста.

## Распространение и экология
Переднеазиатская песчанка встречается от Турции на западе до Кавказа (Армения, Азербайджан) и на юге через Ирак, Сирию, Ливан и Израиль до Иордании и Ирана. Он также был отмечен на греческом острове Кос, хотя его не видели там более десяти лет. Записи о переднеазиатской песчанке с острова Кос — единственные сообщения о песчанке из европейской страны (за исключением бывшего Советского Союза), или с острова в восточной части Средиземного моря. Ископаемые останки, однако, показывают, что они жили в южном Леванте не менее 160 000 лет.
Переднеазиатская песчанка обитает в полупустынях и степях и предположительно ограничена территориями, где годовое количество осадков составляет не менее 100 миллиметров. Питается различными семенами и листьями. Хотя и живет в норах, никакой пищи там не хранит.

## Таксономия
Переднеазиатская песчанка была впервые описана Томасом Олдфилдом в 1892 году . Он основан свое описание на типовом экземпляре из района Мёртвого моря в Палестине (современный Израиль). Экземпляр добыл «Canon H. B. Tristram» (Генри Бейкер Тристрам), который отмечен в видовом эпитете tristrami. Вид классифицируется в подрод Pallasiomys рода песчанок Meriones, и его представители иногда включаются в состав вида Meriones shawi.
Ряд подвидов был описан внутри M. tristrami, но генетические различия между ними незначительны и ни один из подвидов не распознается в Mammal Species of the World.

## Охрана
Переднеазиатская песчанка имеет широкий географический ареал, включая множество охраняемых территорий, и ее благополучию нет серьезных угроз. Поэтому она записана как вид вне опасности в Красном списке МСОП.